# Orogenèse
Pour les articles homonymes, voir Orogenèse (homonymie).
- Bouclier
- Plateforme
- Orogène
- Bassin structural
- Province magmatique
- Bassins sédimentaires continentaux

- 0–20 Ma
- 20–65 Ma
- > 65 Ma

L’orogenèse, ou orogénèse, est l’ensemble des mécanismes de formation des montagnes, divers systèmes théoriques (modèles géodynamiques) englobant ces processus de formation des reliefs, et des ensembles d'orogènes (systèmes montagneux sur une portion de la croûte terrestre ayant subi d'importantes contraintes compressives). Ces phénomènes se succèdent à travers les temps géologiques, entrecoupés par des phases d'érosion des reliefs et de sédimentation dans des bassins sédimentaires. Ces regroupements temporels et géographiques sont expliqués par les cycles de Wilson, basés sur la tectonique des plaques et la finitude de la surface de la Terre.
À la périphérie des vieux cratons, se sont formées des ceintures orogéniques linéaires anciennes (les vieux massifs y formant un socle arasé par une longue érosion et recouvert en discordance par des roches volcaniques et sédimentaires), et, encore plus à la périphérie, des ceintures plus jeunes, visibles sous forme de chaînes montagneuses. Cette disposition concentrique traduit les cycles de Wilson,.

## Étymologie
Le terme orogenèse dérive du mot « orogénie » (qui en est un synonyme). En grec, ὄρος / oros désigne la montagne : l'orogenèse étudie donc la naissance des montagnes. En réalité, elle inclut aussi l'étude de l'érosion et de la disparition des reliefs, mais il est vrai que la question centrale est longtemps restée celle de la formation des montagnes, plus que celle de leurs origines ou de leur devenir. La terminologie contemporaine parlant d'orogenèse apparaît en 1907 avec Émile Haug[réf. nécessaire].

## Origines et formation

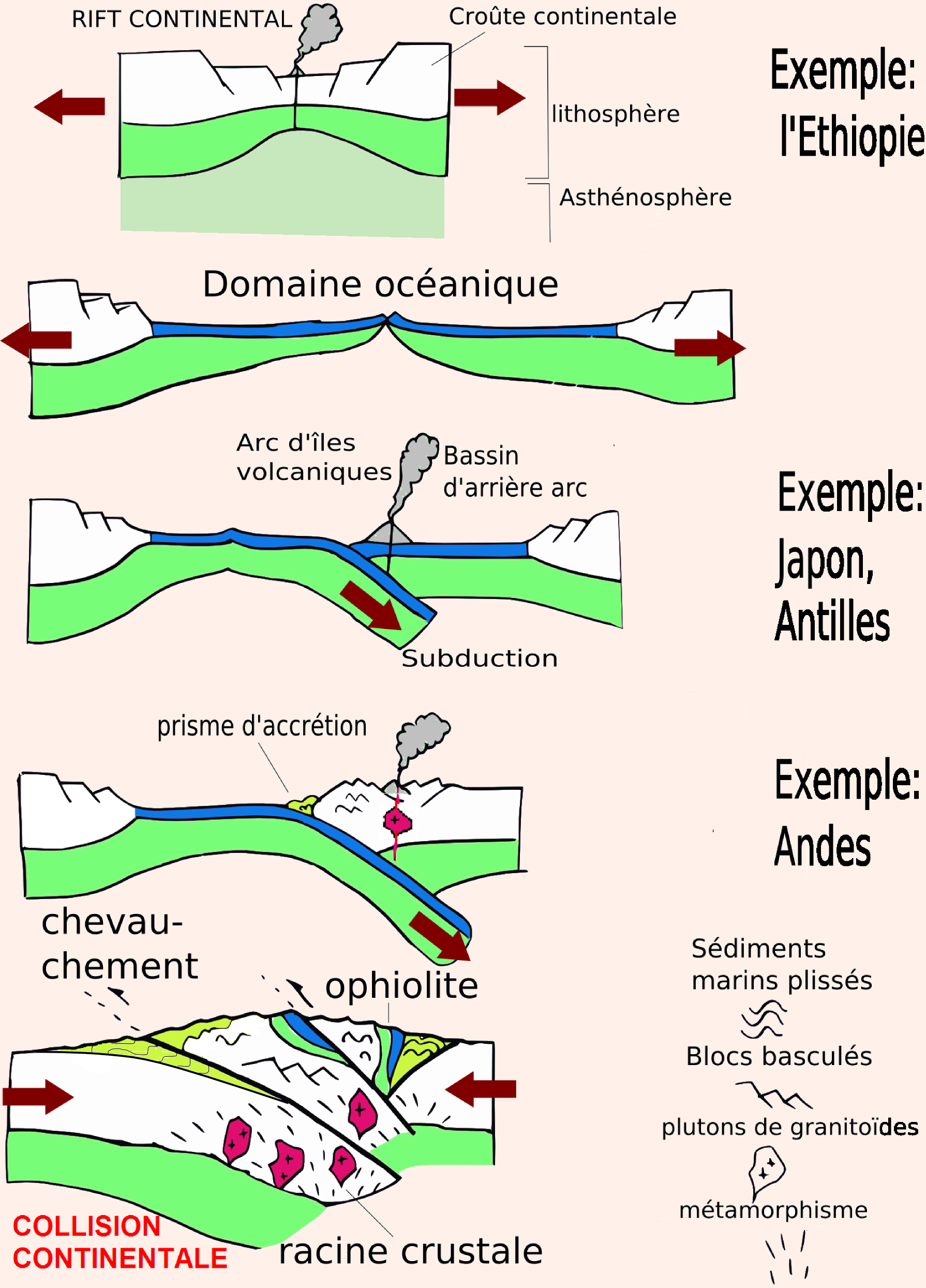
Modèle de cycle orogénique.

### Subduction et obduction
Dans le cas de la convergence entre une lithosphère océanique et une lithosphère continentale, une zone de subduction s'installe, avec formation d'un arc volcanique en avant de la lithosphère continentale.
Le fonctionnement d'un tel système pendant quelques dizaines de millions d'années aboutit à la création d'une cordillère comme les chaînes péri-pacifiques. La formation d'une zone lithosphérique sur-épaissie amène à la formation de reliefs et donc d'une chaîne montagneuse, appelée chaîne andine.
Dans le cas de la convergence entre deux lithosphères océaniques, une zone de subduction s'installe, avec formation d'un arc volcanique sur la lithosphère océanique supérieure.
Après quelques millions d'années de fonctionnement, de croissance magmatique des édifices, de maturation métamorphique des matériaux dans la racine de l'alignement volcanique, cet arc volcanique plus ou moins continentalisé au sens de la géodynamique, peut ultérieurement être accrété à une marge continentale, ce qui constitue la seconde modalité d'orogenèse. Éventuellement, l'arc volcanique peut se développer sur cette marge, ou plus ou moins en « profondeur » sur la croûte continentale (éloignement de l'alignement volcanique vers l'intérieur du continent). Un exemple actuel d'une telle situation est la fosse des Mariannes.
De plus, dans le cas de la convergence entre deux lithosphères océaniques, la lithosphère océanique disparaissant dans la subduction peut être suivie de lithosphère continentale. Lorsque cette croûte continentale passe dans la zone de subduction, la croûte océanique portant l'arc insulaire passe transitoirement au-dessus de la croûte continentale, ce qui correspond à un épisode d'obduction. Très rapidement (à échelle de temps géologique) la densité de la croûte continentale l'empêche de plonger et bloque le mécanisme. Si la convergence se poursuit, elle peut conduire à l'inversion du sens de la subduction ou à une collision continentale.

### Collision continentale
Un orogène résulte de la collision entre deux lithosphères continentales, collision au sens d'une convergence plus rapide d'un facteur deux à cinq par rapport à une vitesse de déplacement horizontal typique (de l'ordre de quelques cm/an dans le référentiel des points chauds pour la tectonique des plaques). Quand deux lithosphères continentales de même nature et de même densité se rencontrent, le moteur du mécanisme se bloque. Il n'est pas assez puissant pour faire plonger l'une des lithosphères dans l'asthénosphère à cause de leur faible densité. Les deux lithosphères se soudent pour n'en former qu'une seule.
Pendant la collision, le matériel sédimentaire est transporté en hauteur pour former des chaînes de montagnes où les roches sont plissées et faillées. La collision conduit au raccourcissement de l'écorce terrestre.
Au contact des deux lithosphères continentales, la compression provoque des raccourcissements horizontaux, et donc des épaississements verticaux, première cause de création de reliefs, notamment avec des plissements. Souvent, après quelques millions d'années d'un tel régime de déformation, l'une des lithosphères monte en chevauchement au-dessus de l'autre, provoquant un redoublement crustal, seconde cause de création de relief, mais aussi des déplacements horizontaux relatifs beaucoup plus importants. Des volumes de matériaux importants peuvent être translatés sous la forme de nappes de charriage, le plus souvent impliquant essentiellement les couvertures sédimentaires décollées de leurs socles.
Pendant la durée de cette convergence, la limite des plaques qui modélisent ces lithosphères devient diffuse, lesquelles perdent aussi plus ou moins leur rigidité horizontale (déformations horizontales diffuses à l'échelle continentale). Dans cette situation, à l'échelle géographique de ces déformations continentales et pendant la durée de la collision, en général de l'ordre de quelques dizaines de millions d'années, le modèle de la tectonique des plaques ne peut plus s'appliquer localement.
Les chaînes de montagne issues d'un tel processus de collision s'appellent chaînes alpines, en référence à l'arc alpin. C'est le cas notamment de la chaîne de l'Himalaya, à la frontière entre la plaque indienne et la plaque eurasienne ; cette rencontre s'est produite il y a 65 millions d'années à la faveur de la fameuse migration du continent indien. Les Alpes et les chaînes de l'Atlas sont des exemples de chaîne de collision.

## Les différentes phases orogéniques
Traditionnellement, les processus géologiques se produisent sans liaison avec une phase orogénique (anorogénie ou processus anorogénique), dans la phase initiale (pré-orogénie ou processus préorogénique souvent caractérisé par une période d'océanisation), durant une orogenèse (syn-orogénie ou processus synorogénique), dans la phase finale (processus tardiorogénique) ou après l'orogenèse (post-orogénie ou processus postorogénique). Les orogènes de nature polyphasée montrent une histoire géologique plus complexe.
Typiquement, la formation d'une chaîne de montagnes débute par la fermeture d'un domaine océanique lié à la convergence de plaques. Une première séquence de subduction océanique forme un prisme d'accrétion. La plaque supérieure subit le plus souvent un régime tectonique en compression (caractérisé par des plis, des chevauchements, des failles inverses) qui est à l'origine, en partie, de l'épaississement crustal et de la formation de reliefs (chaîne de subduction telle que la cordillère des Andes). Une deuxième séquence après la disparition de l'océan, voit un mouvement de convergence de plaques continentales accommodé selon trois manières : l'épaississement crustal, l'extrusion latérale par le jeu de grands décrochements, et la subduction continentale (chaîne de collision telle que l'Himalaya),.

## Éléments historiques
Le traité de Valerio Faenzi, De origine montium, publié en 1561 à Venise, est considéré comme le premier traité en Europe traitant exclusivement de l'orogenèse. Faenzi y identifie diverses causes possibles de l'origine des montagnes, telles que les tremblements de terre, les inondations, les vents, les vapeurs à l'intérieur de la terre, l'influence des étoiles, l'érosion et le travail de l'homme. 
Au XIXe siècle, de nombreux scientifiques en Europe montrent un intérêt particulier pour la genèse des massifs montagneux. À cette époque, l'étude de la planète s'organise autour de systèmes aussi divers qu'incompatibles ; mais pour ce qui est de sa structure, la plupart des érudits intègrent leurs travaux dans la perspective des « révolutions terrestres » avancées par Georges Cuvier : compte tenu de l'évolution du vivant, il s'agit de découvrir quelles nécessaires transformations ont provoqué des bouleversements susceptibles de changer la donne écologique à l'échelle globale. On tente ainsi de relier les connaissances en zoologie et botanique avec les premières observations purement géologiques, comme les strates et lignes de démarcation rocheuses. Léonce Élie de Beaumont décrit ainsi — sans toutefois les désigner par leur nom moderne — les discordances angulaires, c'est-à-dire les zones de contact entre deux strates de nature et d'âge différents et selon deux plans géométriques également différents.
Si quelques personnes avancent des théories quant à une Terre creuse, la majorité des géologues du XIXe siècle sont adeptes de la théorie générale de la Terre en refroidissement : les masses internes de la planète perdant leur chaleur, elles se contractent, ce qui doit provoquer l'affaissement des couches superficielles de ce qui est déjà décrit comme le manteau terrestre. Cependant, tout le monde ne s'accorde pas avec cette vue. Ainsi, Léopold de Buch s'intéresse à un autre type d'orogenèse, comme soulèvements successifs et multiples. Certains imaginent, en observant les volcans, que les montagnes se forment par des cratères de soulèvement. Globalement, les études se concentrent sur la question du mouvement, et délaissent celle de l'âge (faute de moyen pour dater les couches visibles). C'est pourquoi il est communément admis, et ce depuis René Descartes, que les montagnes d'un même âge s'orientent toutes dans la même direction, c'est-à-dire qu'il y a unicité du mouvement d'affaissement ou de soulèvement à une époque donnée. Ainsi, les montagnes sont vues soit comme la charpente de la Terre (De Beaumont propose un système géométrique des orogenèses en systèmes redondants selon la localisation géographique), soit comme le résultat d'une contraction chaotique.
Les discordances décrites par De Beaumont sont mieux expliquées par James Hutton, qui propose un système moderne en quatre phases (transformation en roche des sédiments ; formation de masses fondues en profondeur ; intrusion de ces coulées en surface, donc soulèvement et basculements ; érosion, donc mise à jour de plis d'âges différents).
Charles Darwin, quant à lui, émet des conclusions nouvelles à partir de ses observations du séisme du 20 février 1835 à Concepción au Chili. Il en déduit « que le tremblement de terre de Concepción marquait une étape dans l'élévation d'une chaîne de montagnes » ; et allant à l'encontre des théories de son temps, il émet l'idée que l'orogenèse est un phénomène dynamique et toujours en cours, que « les chaînes de montagnes et les volcans sont dus à la même cause, et peuvent être considérés comme de simples phénomènes subsidiaires, accompagnant les élévations continentales ; que les élévations continentales et l'action des volcans sont des phénomènes actuellement en cours, causés par un changement lent mais important à l'intérieur de la terre ; et, par conséquent, que l'on peut s'attendre à ce que la formation des chaînes de montagnes soit également en cours, et à un rythme dont on peut juger par l'une ou l'autre action, mais plus clairement par la croissance des volcans ».
Au début du XXe siècle, Eduard Suess entreprend une synthèse dans son ouvrage Face de la terre. En remarquant la prédominance des arcs alpins, il abandonne l'idée d'uni-direction et recentre son étude sur les tensions animant le manteau. Les mouvements horizontaux des roches ont déjà été étudiés par ses prédécesseurs, mais jamais réellement mis en relation avec le mouvement radial (donc vertical en un point donné du manteau) du magma. Par ailleurs, la théorie de la tectonique des plaques progresse rapidement, apportant son lot de remises en cause et de questions nouvelles, mais aussi de réponses. En s'appuyant sur ces différents travaux, Marcel Bertrand introduit notamment la décisive idée de nappe de charriage. L'orogenèse moderne se met ainsi en place et profite des progrès techniques du début XXe, dans les domaines de la datation, du forage, de l'étude des ondes sismiques...